# Trimer (kemi)
 For alternative betydninger, se Trimer. (Se også artikler, som begynder med Trimer)
En trimer er en molekyle, der består af monomerer. Trimerer er normalt cykliske. Blandt kemiske forbindelser, der ofte er trimerer, er isocyanat og cyansyrer.